# Ménagerie du Jardin des Plantes

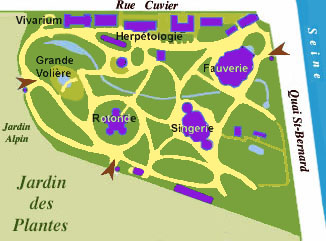
Pianta della Ménagerie du Jardin des Plantes, classificata assieme agli edifici Monument historique il 24 marzo 1993.

La Ménagerie du Jardin des plantes a Parigi è uno dei più antichi giardini zoologici del mondo ancora aperti al pubblico, con quello di Schönbrunn a Vienna.
Si estende su più di 5,5 ettari nel V arrondissement  e occupa un quarto del Jardin des Plantes che si estende più a sud. È contornata da rue Cuvier a nord-ovest e le quai Saint-Bernard a nord-est. La ménagerie dipende de la Chaire d'éthnologie (cattedra di etnologia) del Museo nazionale di storia naturale di Francia (come lo zoo di Vincennes) e presenta al pubblico circa un migliaio di grandi animali : 270 mammiferi di 50 specie, 330 uccelli di 80 specie, 200 rettili di 50 specie, 200 anfibi di 10 specie e 1200 invertebrati d'una cinquantina di specie nel Vivarium.

## Storia della Ménagerie
La ménagerie del Jardin des Plantes fu aperta ufficialmente l'11 dicembre 1794 su iniziativa di Bernardin de Saint-Pierre, professore di zoologia al Muséum national d'histoire naturelle, per trasferirvi gli animali della Ménagerie Royale de Versailles e di Raincy (appartenente al Duca d'Orléans), trasferimento avvenuto rispettivamente il 26 aprile 1794 e il 27 maggio 1794, e per ricoverare, a titolo provvisorio, gli animali di fiere itineranti e zoo privati dal 1793.
Nel corso della sua storia la ménagerie ha presentato una quantità innumerevole di specie di animali, tra cui la prima giraffa presentata in Francia nel 1862, un quagga venuto dalla Ménagerie Royale de Versailles, degli elefanti, degli ippopotami, degli orsi bruni e orsi bianchi, dei leoni, delle tigri, delle foche.
Durante la Comune di Parigi nel 1871, gli animali, tra cui gli elefanti Castor e sua sorella Pollux, furono mangiati dai parigini assediati e affamati.

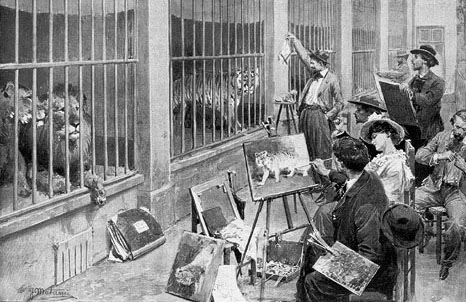
Pittori di animali al Jardin des Plantes nel 1902.

Molte costruzioni, a volte sofisticate per l'epoca, sono state edificate nel 19° e agli inizi del 20º secolo, sostituendosi ai recinti e alle gabbie sommarie degli inizi: rotonde, fossati per gli orsi, gabbie delle scimme, gabbie per bestie feroci, voliere per rapaci e fagiani e rettilari. Nel corso degli anni fu installato nel 1805 un fossato per gli orsi, dal 1817 al 1821 furono costruite delle gabbie per gli animali feroci, dal 1804 al 1812 una rotonda per dei grandi erbivori, dal 1870 al 1874 un padiglione per i rettili, nel 1881 un bacino per coccodrilli e un bacino per otarie, nel 1881 una grande voliera e una per fagiani, dal 1820 al 1825 una gabbia per rapaci. Tra le costruzioni realizzate, la più riuscita è la grande voliera, realizzata nel 1888 da Alphonse Milne-Edwards per l'Esposizione Universale del 1889 e tuttora utilizzata.
A metà del 20º secolo, la ménagerie ha avuto un periodo di declino, eclissata da parchi zoologici più moderni (Zoo di Vincennes, Parc de Thoiry), poi fu contestata da movimenti anti-zoo. Nessun rinnovamento fu iniziato per mancanza di mezzi (nello stesso periodo la Galerie de zoologie, oggi Galerie de l'Evolution, dovette fermare per le infiltrazioni d'acqua nella grande vetrata). Gli animali vivevano in installazione mal intrattenute, degradate ed esigue.
A partire dagli anni ottanta fu iniziata una politica di riabilitazione della ménagerie, con parecchi restauri successivi (voliere dei rapaci, rotonde, rettilario etc) con una preferenza a presentare le specie di piccola e media taglia poco conosciute e/o minacciate di estinzione.
Le più grandi specie (elefanti, giraffe, leoni, tigri, gorilla, scimpanzé, orsi) che non potevano vivere correttamente nei piccoli spazi hanno lasciato progressivamente la ménagerie dal 1970 al 2000.

## Conservazione e cooperazione internazionale

La ménagerie si è specializzata su numerosi gruppi di animali: tra i mammiferi i cavalli de Przewalski, l'orango, i leopardi della Cina settentrionale, caprini (capre delle nevi, Takin, bharal, Capra walie), dei piccoli carnivori, dei roditori e dei Cercopithecus; tra gli uccelli: avvoltoi e rapaci notturni, fagiani e trampolieri (spatole, ibis, gru, trombettieri e i molto rari cagou; numerosi rettili, tartarughe centenarie, batraci e insetti sono allevati nei rettilari e nei vivarium.
Una femmina di orango, nata del Borneo nel 1969 ed alla Ménagerie dal 1972 fu protagonista di un documentario di Nicolas Philibert intitolato Nénette, uscito il 31 marzo 2010.

## Galleria d'immagini

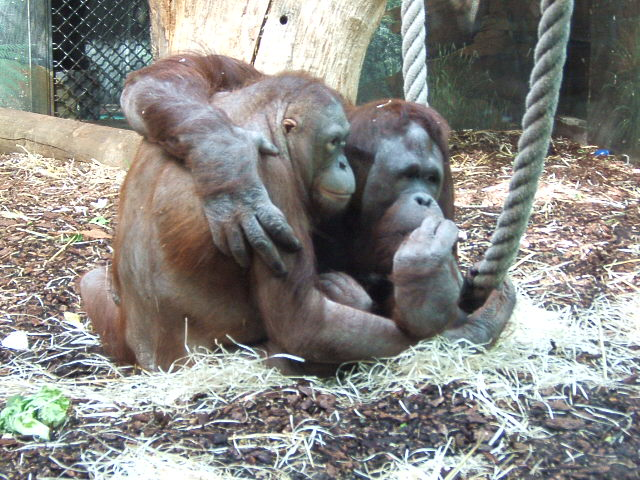
Coppia d'orango.
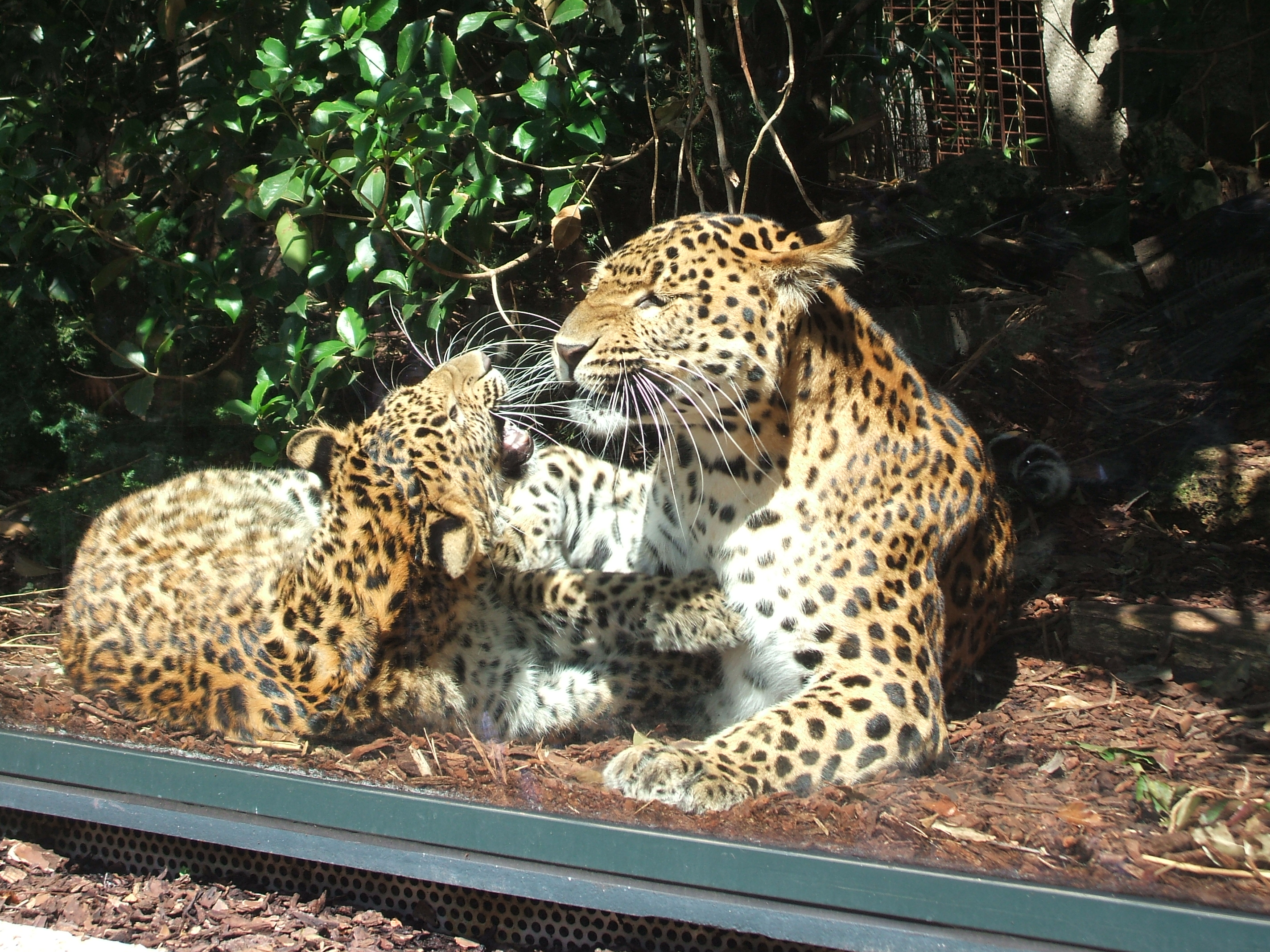
Coppia di leopardi.
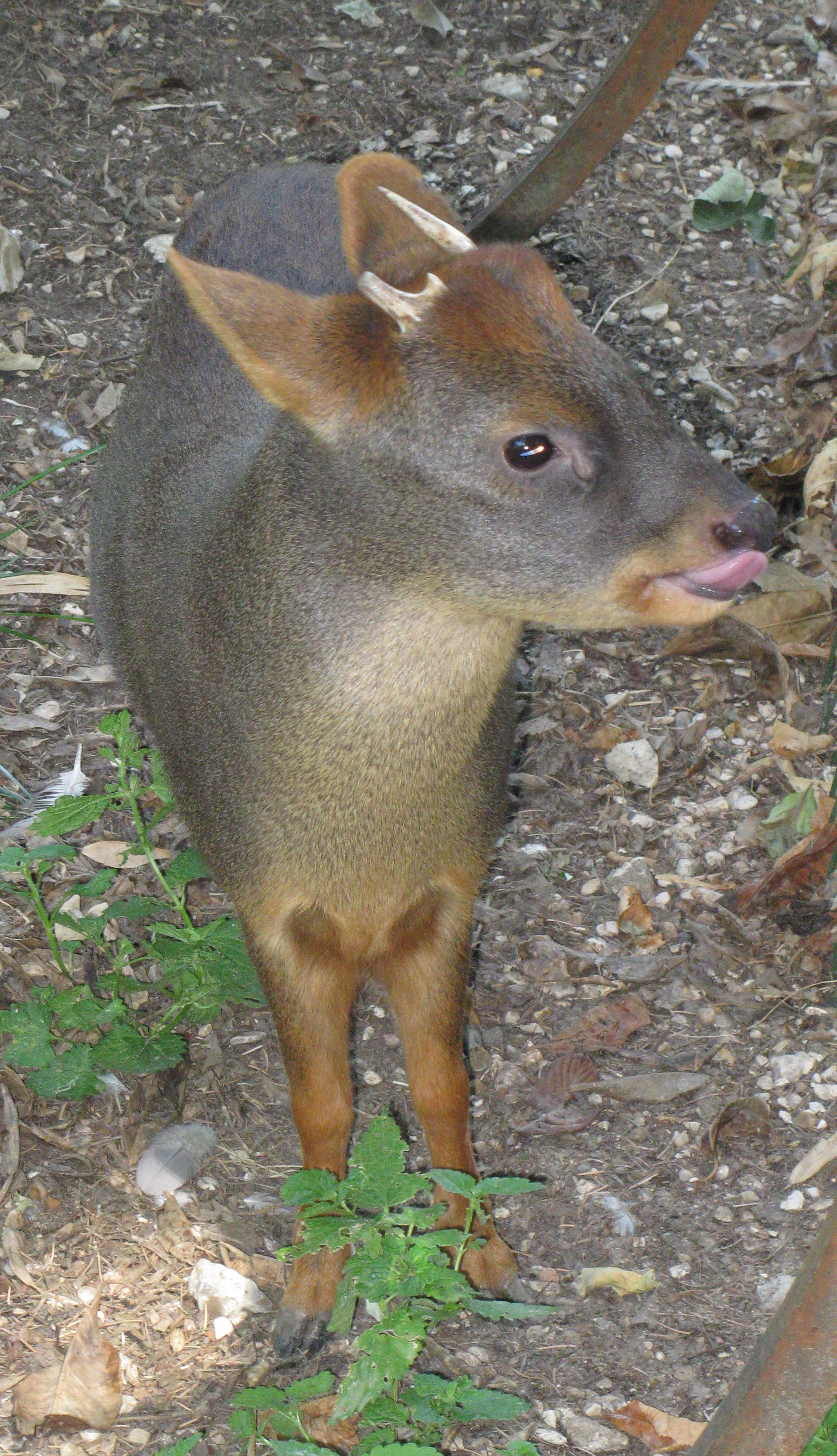
Un Mazama chunyi.
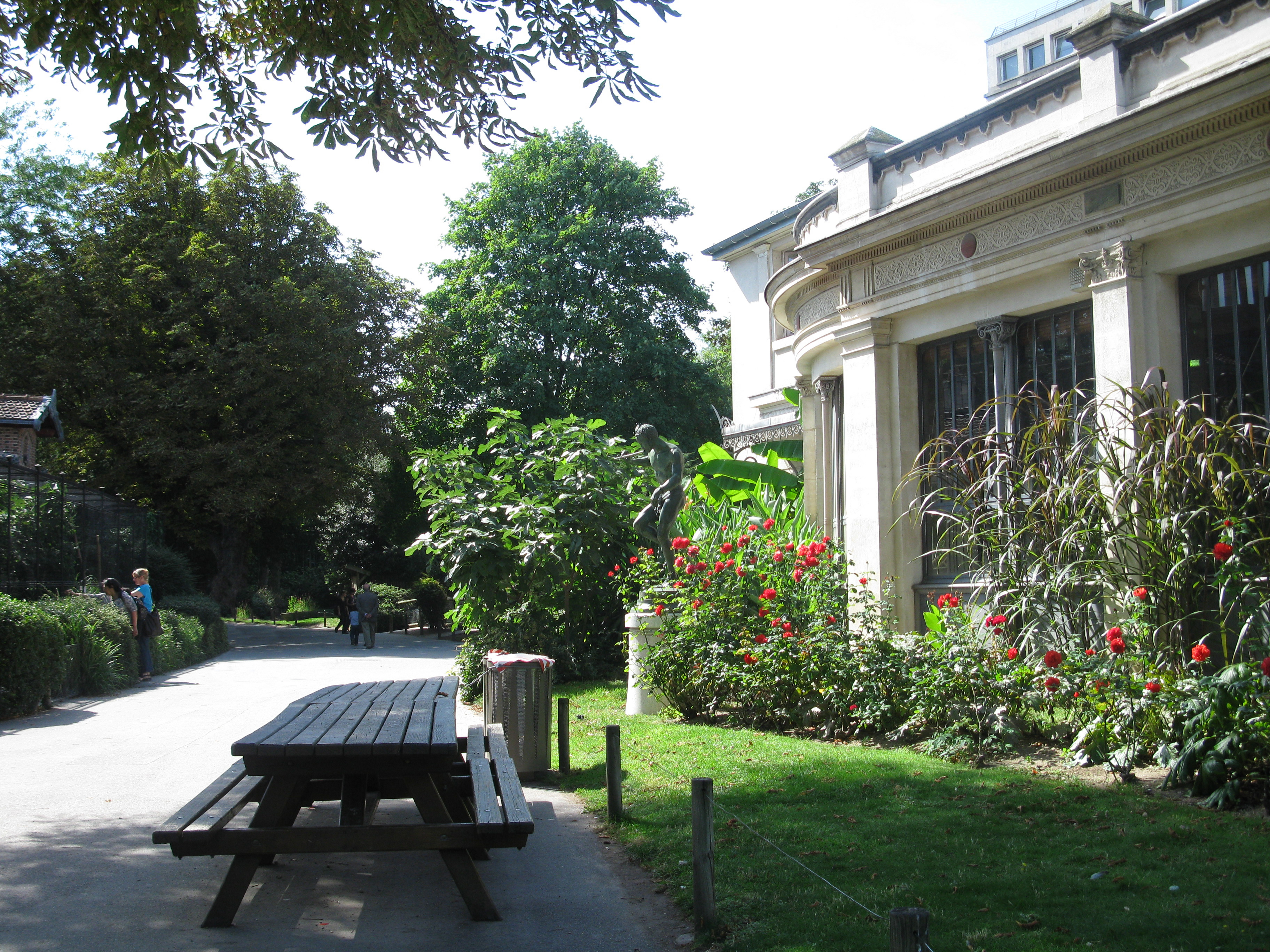
La galleria e il laboratorio d'Erpetologia della Ménagerie
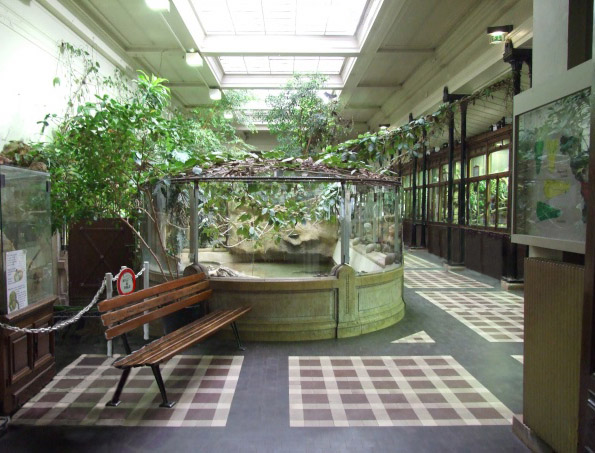
L'interno della galleria d'Erpetologia della Ménagerie
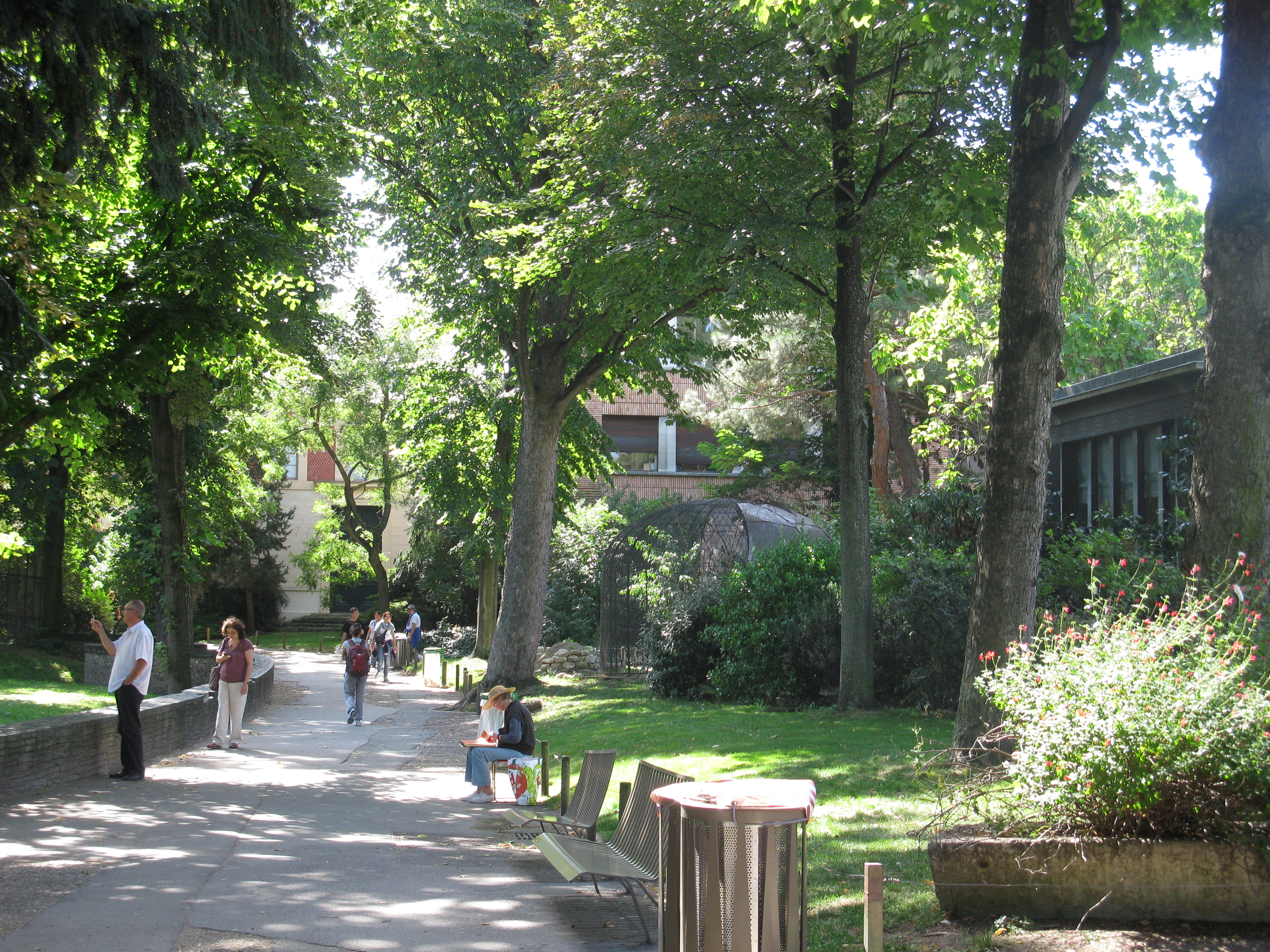
Il Vivarium della Ménagerie, costruito da René Jeannel nel 1926 con i fondi della sottoscrizione Pasteur
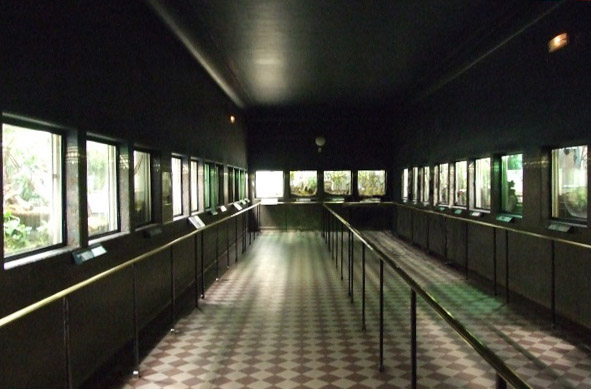
L'interno del Vivarium della Ménagerie
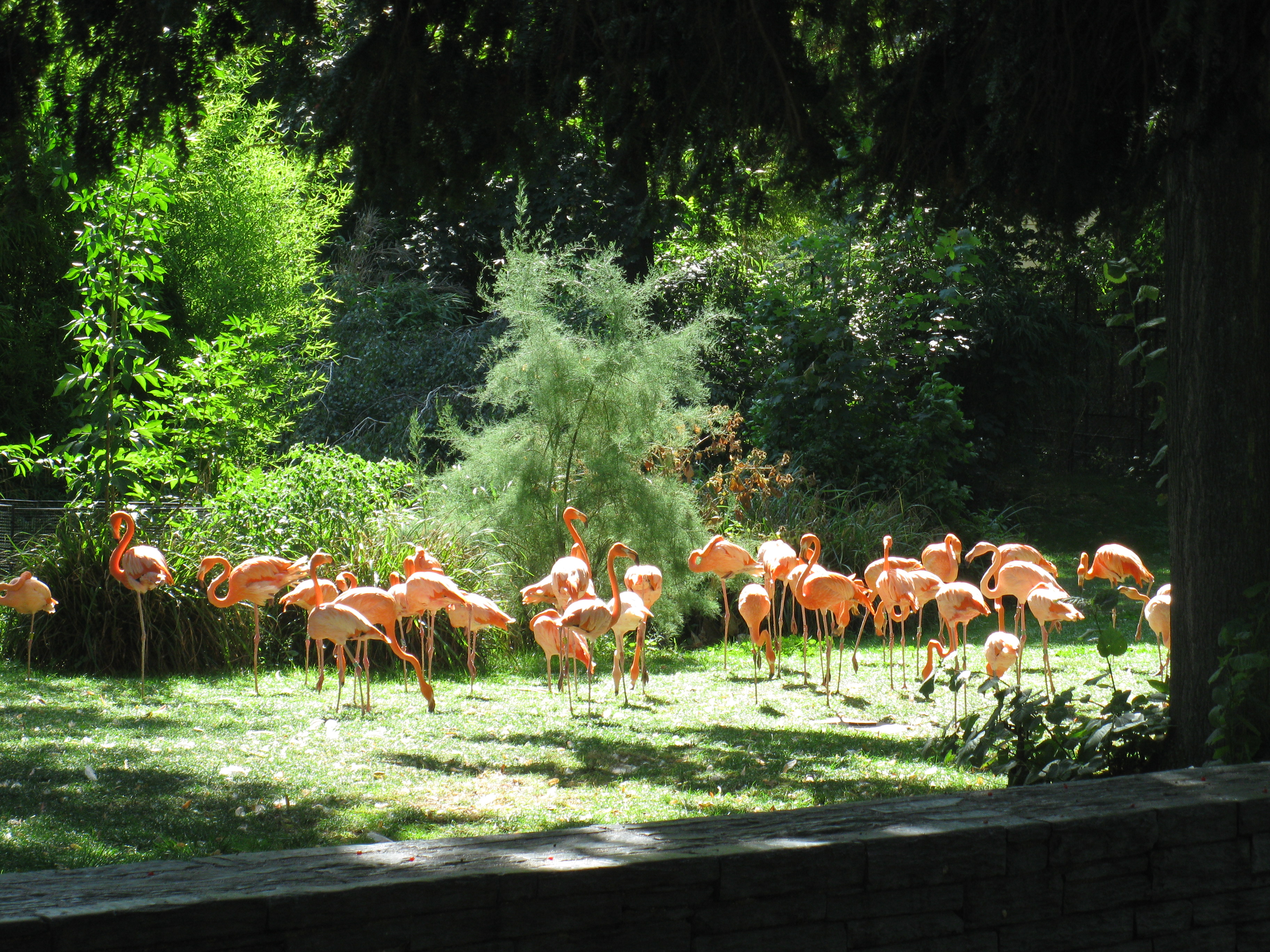
I fenicotteri rosa della Ménagerie
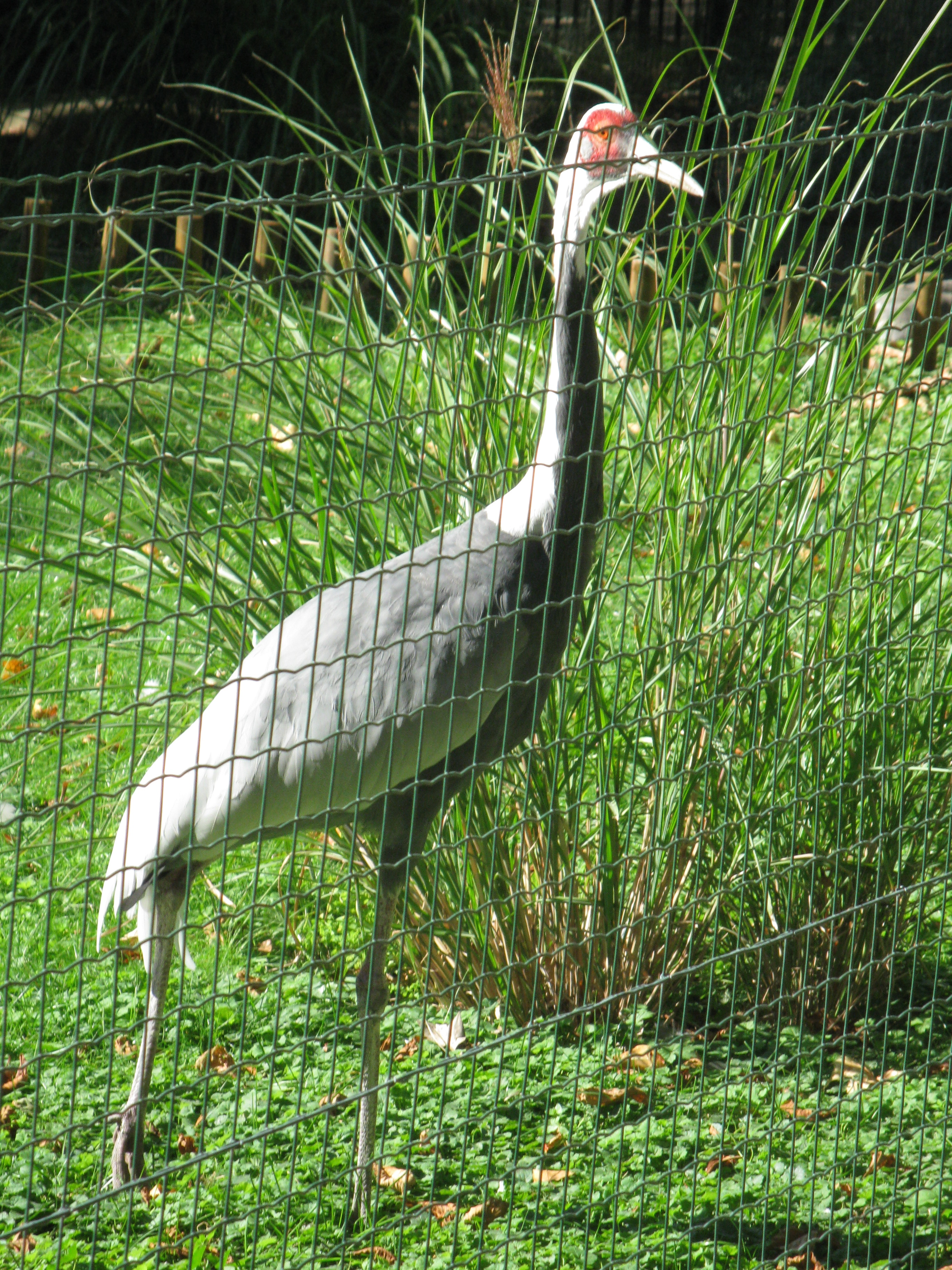
Gru a collo bianco Grus vipio
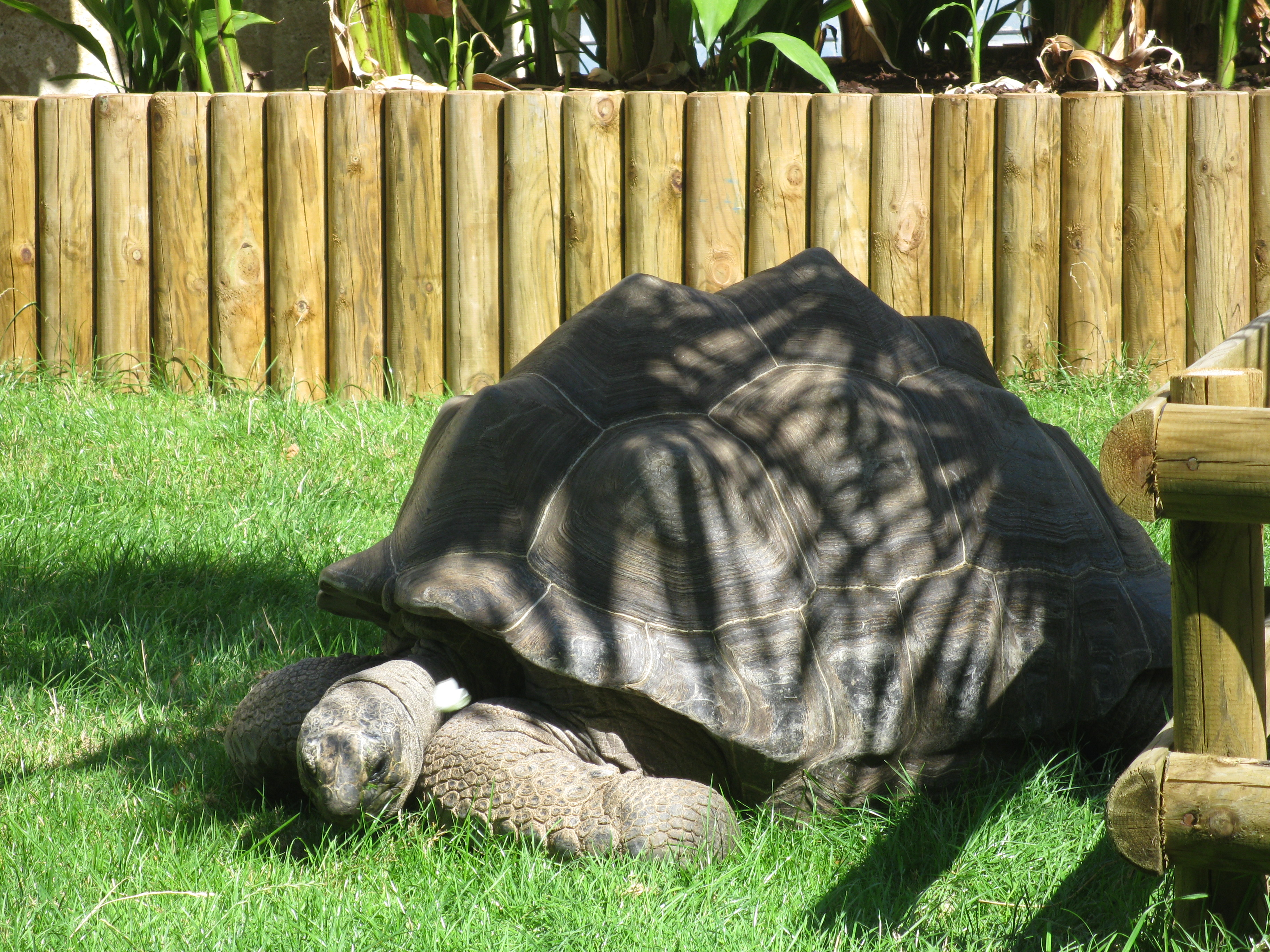
Le tartarughe giganti della Ménagerie
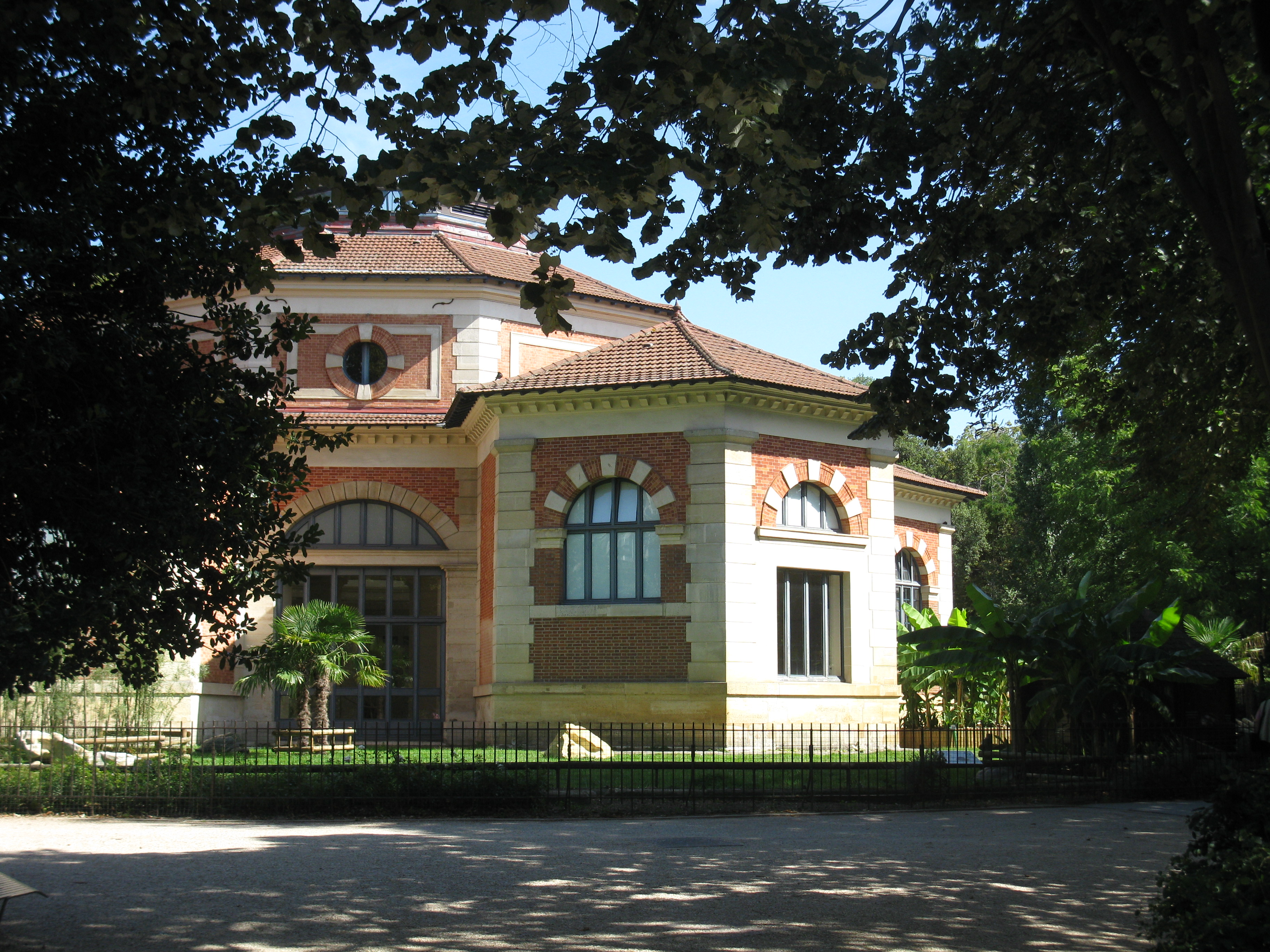
La rotonde della Ménagerie, costruita sotto Napoléon, sul piano di una rosetta della Legione d'onore; ospita esposizioni temporanee.